# Mineuse du marronnier
Cameraria ohridella
Espèce
Cameraria ohridella est une espèce de lépidoptères (papillons) de la famille des Gracillariidae, de la sous-famille des Lithocolletinae, originaire des Balkans.
C'est un petit papillon dont la chenille ravageuse est appelée Mineuse ou Teigne minière du marronnier. Cet insecte qui était inconnu de la science avant les années 1980 est en quelques années, pour des raisons inconnues, devenu ravageur, infestant des millions de marronniers (Aesculus hippocastanum) dans presque toute l'Europe occidentale, provoquant le dessèchement du feuillage prématurément en été. Il était toutefois présent en Grèce dès le XIXe siècle.
Une nouvelle maladie (chancre bactérien du marronnier) est apparue peu après son arrivée. Elle se propage également en Europe. On suspecte donc qu'elle puisse être facilitée par les ouvertures que le papillon laisse dans les feuilles après son émergence et il n'est pas impossible que ce papillon participe à disséminer la bactérie responsable. Mais ces soupçons ne sont pas encore confirmés par des preuves scientifiques.

## Origine et dispersion
Ce minuscule papillon (3 mm) a été découvert en 1984 au bord du lac d'Ohrid (d'où il tire son nom spécifique), à la frontière entre la Macédoine et l'Albanie (son origine précise pourrait être mieux comprise grâce à des analyses génétiques).
Décrit comme « espèce nouvelle » en 1986, il s'est rapidement répandu dans toute l'Europe, principalement grâce à une colonisation anthropique. En effet, l'homme reste, pour C. ohridella, le moyen de propagation privilégié.
En vingt ans, le ravageur s’est installé sur tout le continent, de l’Angleterre à la Russie. Il a ainsi été repéré en Albanie, Bulgarie, Roumanie, Croatie et Autriche en 1989. Il a ensuite colonisé l’Italie du nord en 1992, l’Allemagne et la Tchéquie en 1993, la Slovaquie en 1994, la Slovénie en 1995. Les pays limitrophes de la France sont enfin contaminés, avec la Suisse en 1998, puis la Belgique et les Pays-Bas en 1999. Le ravageur est arrivé en France en 2000 par l'Alsace venant d'Autriche et d'Allemagne. Parallèlement, il est repéré en Île-de-France autour de l'aéroport d'Orly, probablement du fait de l'importation de bois contaminé. Les pays les plus excentrés sont aussi touchés, comme l’Angleterre et l’Espagne en 2002, puis le Danemark en 2003.
En 2005, 80 % du territoire français est touché. Seuls les départements du Finistère et du Sud-ouest sont épargnés. En 2010, la ville de Quimper (Finistère) et ses alentours sont, eux aussi, touchés, avec des dégâts très importants sur certains marronniers.

## Description

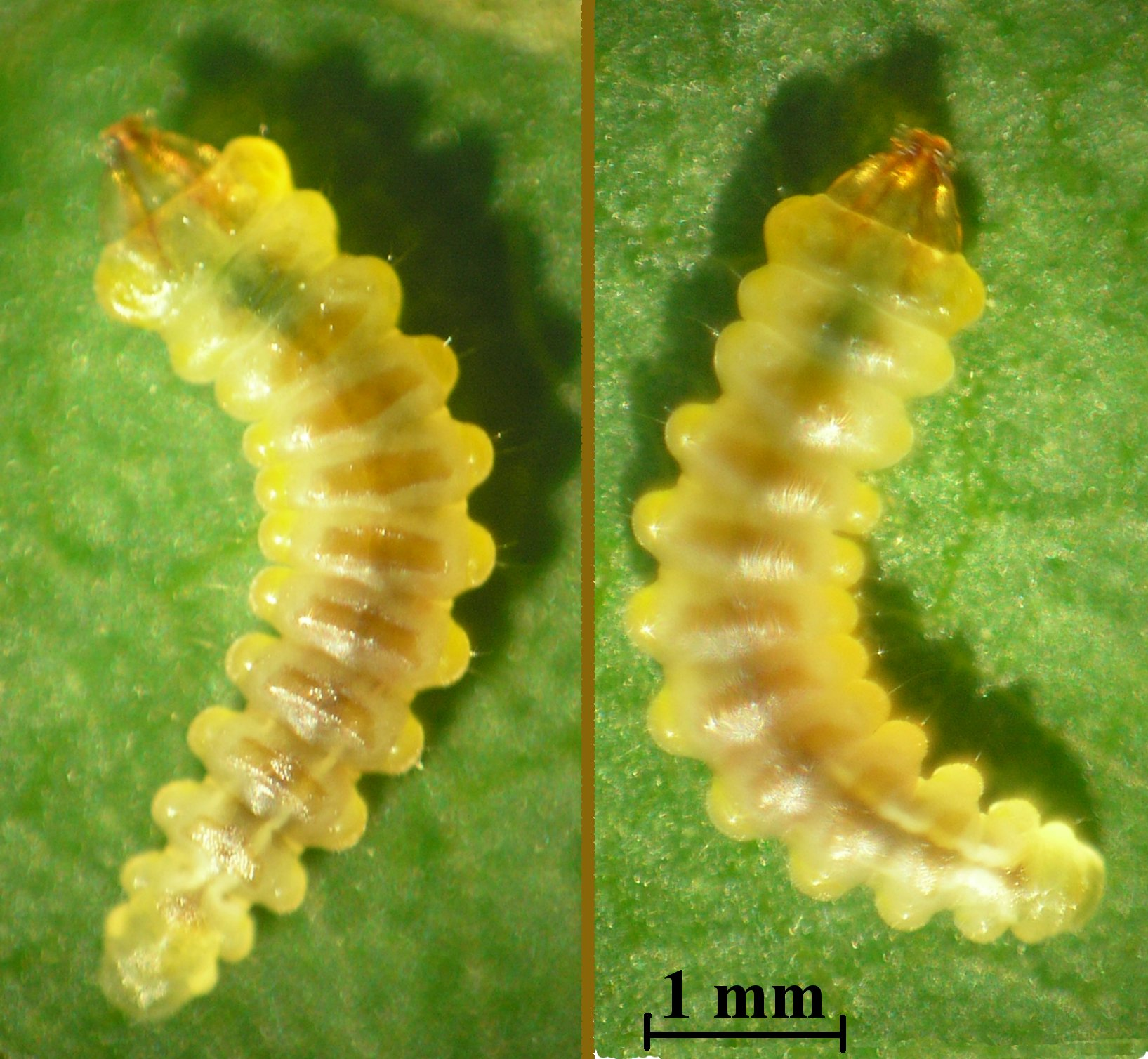
Chenille au dernier stade.

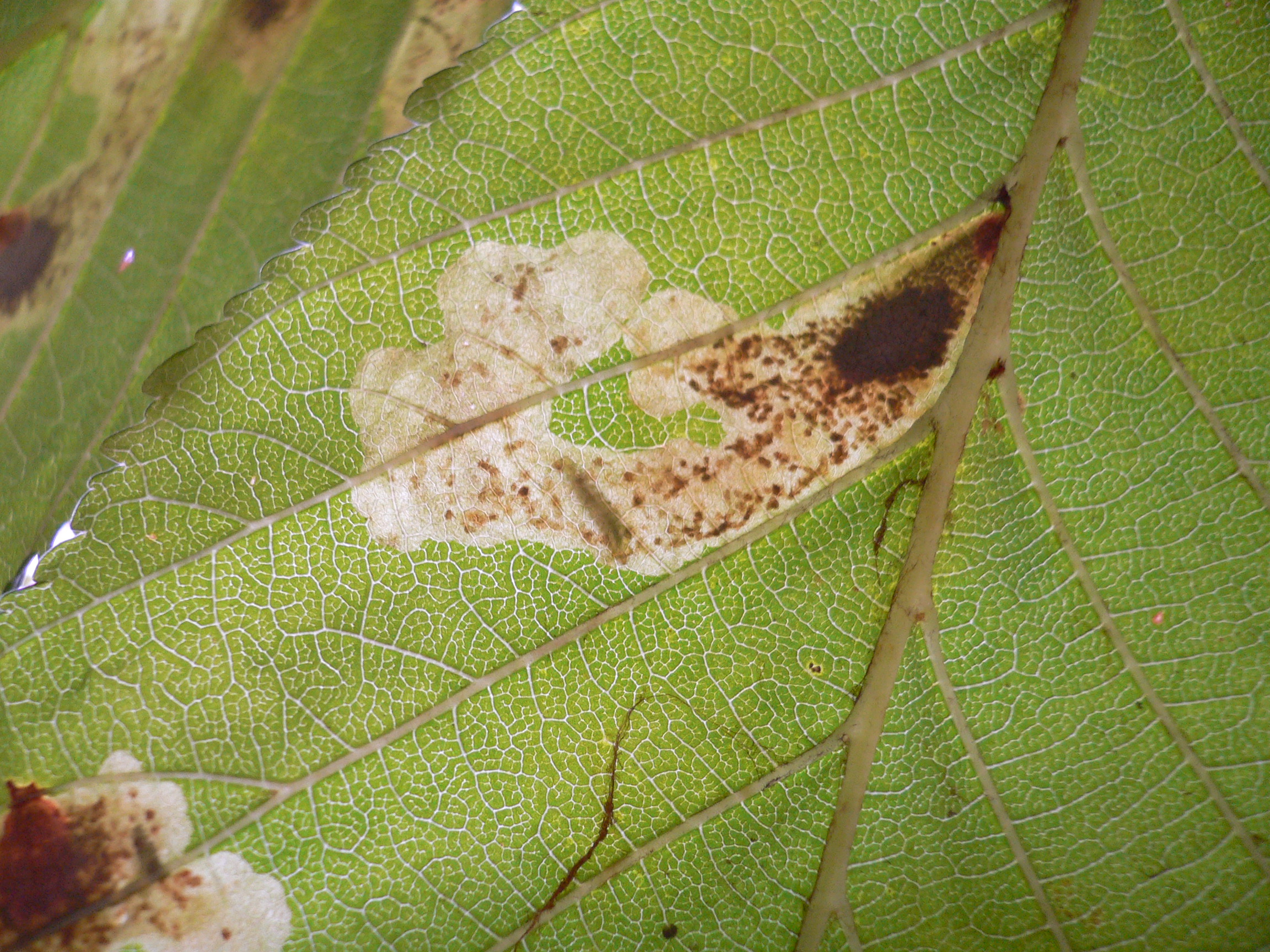
Chenille et ses excréments, vue dans sa "mine", par transparence.

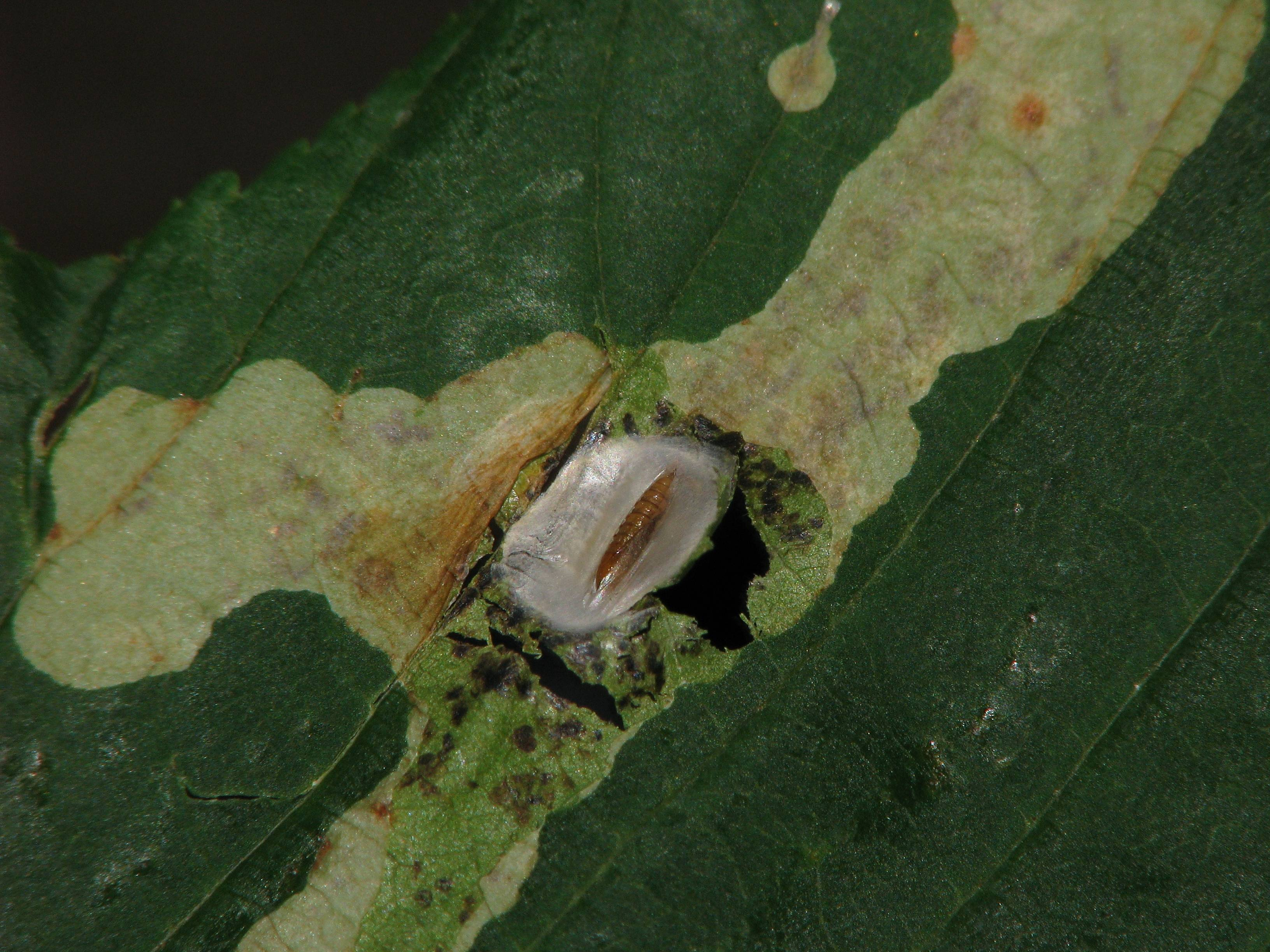
Pupe dans son cocon de soie.

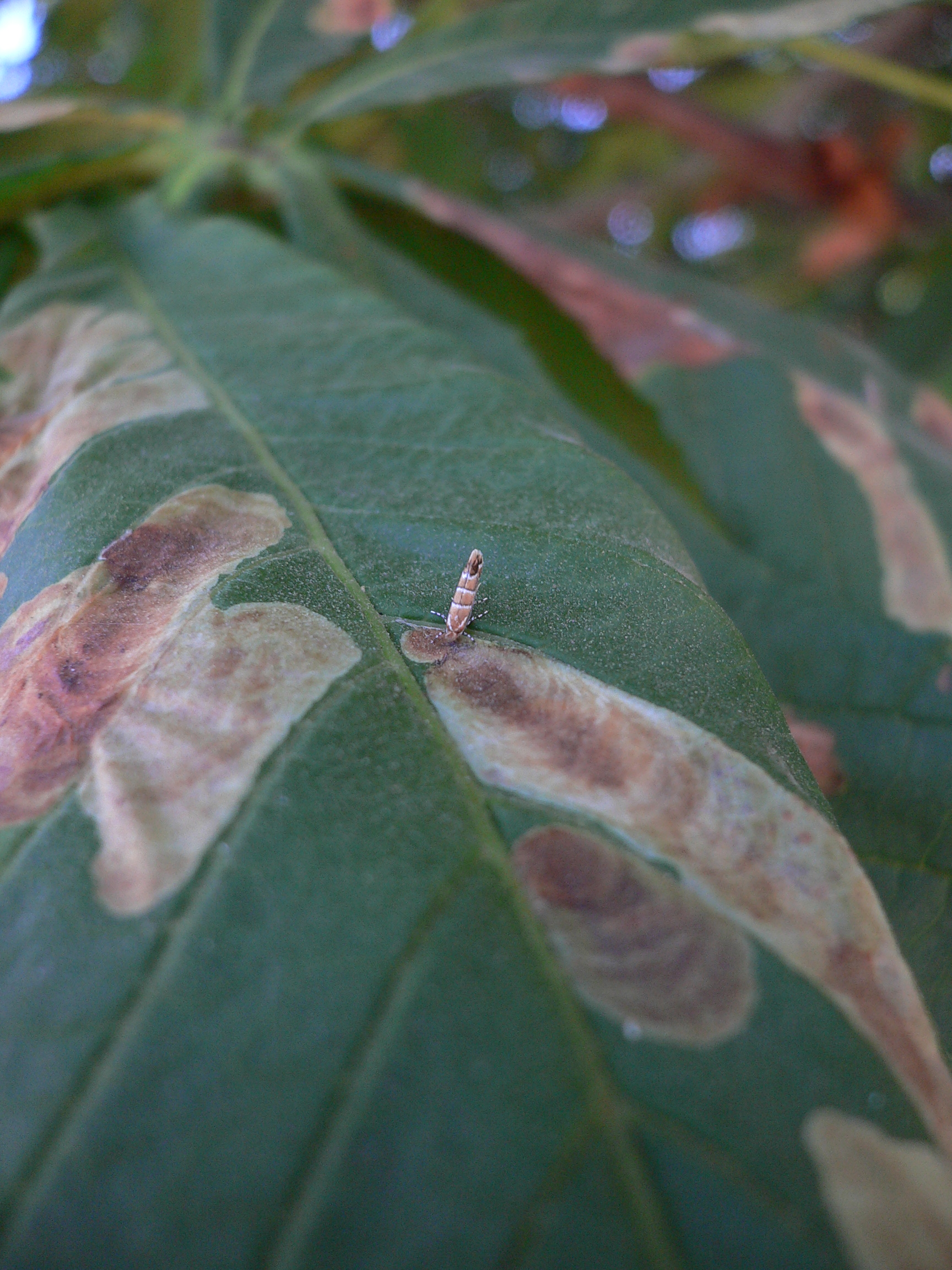
Papillon adulte émergent.

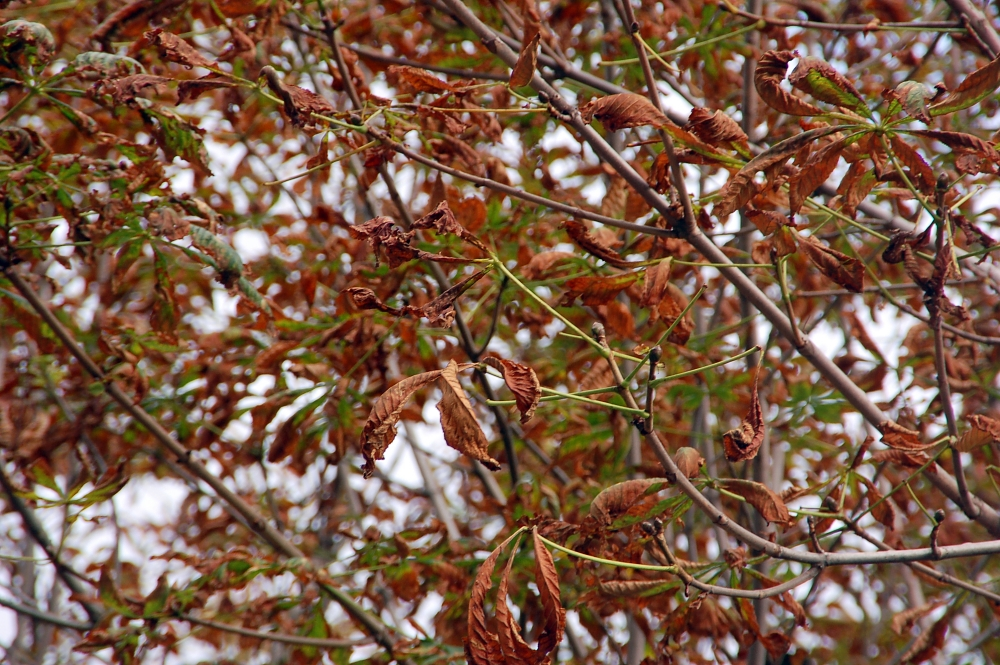
Dégâts induits par une forte infestation (dessèchement et nécrose des feuilles ; l'arbre perdra ses feuilles avec au moins un mois d'avance.)

C'est un petit papillon brun ocre, de 3 à 5 mm de long, dont les ailes antérieures, brunes, ont des stries argentées, et les ailes postérieures, étroites, sombres, sont longuement frangées. Les antennes sont rayées et environ aussi longues que les ailes.

## Cycle biologique
Cameraria ohridella a un cycle de développement particulier, qui s’étend sur sept à onze semaines (30 jours env pour la 1re génération, moins pour les suivantes).
Certains documents laissent penser que quatre ou cinq générations par an sont possibles en climat favorable, mais selon ces découvreurs et après plusieurs années d'étude, cette espèce présente toujours dans la nature sur les marronniers sauvages et dans toute son aire de répartition trois générations par an.
La chrysalide de la 3e génération (la dernière de l'année n-1) hiverne dans les feuilles tombées au sol à l'automne précédent.
L'émergence de printemps est simultanée pour toutes les pupes de la première, deuxième et troisième génération de l'année précédente. Elle produit une nouvelle génération, la première de l’année.
Au printemps, l'éclosion et le premier vol ont lieu vers fin mars-mi-avril dans la région d'origine du papillon et vers mi-avril en région parisienne (mi-avril à fin avril en France). L'émergence de cette génération dure environ 30 jours (plus ou moins selon la température). Cette émergence est plus longue que les deux générations qui suivront, ce qui est expliqué par la période de l'année (plus froide).
Lors des observations de terrain, il n'est jamais arrivé que certaines pupes restent en diapause jusqu'au moment de l'émergence de la génération suivante ou de l’année suivante[pas clair].
Le début et le cours de la phénologie de la floraison des marronniers sauvages varie fortement selon le lieu et l’année (de plus, il n’est pas simultané pour tous les arbres même à un même endroit). Les premiers papillons émergent toujours - sans exception ni modification liée au lieu ou à l’année - au moment de la floraison du premier marronnier. Et, dans une région donnée, l'émergence de la première génération (fin d'hivernage) est toujours synchronisée avec l'épanouissement des marronniers (sauvages, dans la zone d'origine de l'espèce). La première génération, qui est la plus importante, ne peut ni ne doit donc être contrôlée par des insecticides afin de protéger les insectes pollinisateurs, rappellent les découvreurs de l'espèce qui continuent à l'étudier.
Les mâles éclosent quelques jours avant les femelles dès que la température moyenne dépasse 12 °C durant plus de 48 h. La sortie se fait en nombre ; les adultes sont visibles sur les troncs (presque toujours sur les troncs de marronniers) où ils s'accouplent.
Après fécondation, la femelle pond des dizaines d’œufs minuscules (de 20 à près de 1000 œufs suivant la littérature) à la surface des feuilles, le long des nervures.
Trois semaines après, dès l’éclosion, de minuscules chenilles s’enfoncent dans la cuticule foliaire, y forant une galerie de 1 à 2 mm de long pour se nourrir.
La chenille (0,5 à 5 mm selon le stade de développement) est alors très plate, à segments abdominaux mamelonnés et tête triangulaire. Le développement larvaire présente deux formes : un premier stade apode et adapté à la réalisation de mines dans la feuille de marronnier. Au second stade le corps a une section plus cylindrique, des embryons de pattes et peut tisser un cocon de soie. La chenille passe 20 à 45 jours dans sa mine, puis nymphose en un peu moins de 15 jours, le plus souvent dans un petit cocon blanc à l’intérieur de la mine. La chrysalide perce ensuite la paroi du cocon, puis l’épiderme de la feuille. Le papillon sort dès cet instant, laissant souvent l’exuvie coincée dans le trou de sortie. Toutefois, on peut en été trouver tous les stades de développement sur une même feuille attaquée. La seconde génération n’apparaît plus sous la forme d’un pic d’émergence, mais s’étale sur tout le mois de juillet, en raison d'une hétérogénéité dans le développement de la première génération.
La troisième génération émerge fin août. La population totale dépend du niveau atteint à la seconde génération. S’il y a surpopulation, le taux d’entrée en diapause est important et le vol est amoindri par rapport aux deux précédentes sorties. Sinon, la population du ravageur peut encore augmenter.
En première génération, un pourcentage faible des chrysalides reste en diapause dans les feuilles où elles passeront l’hiver. Elles s’ajoutent aux chrysalides des deux autres générations qui hivernent dans les feuilles tombées au sol, et donneront une nouvelle génération d’adultes au printemps suivant. La litière sèche non dégradée constitue donc le principal foyer de réinfestation des marronniers.

## Dégâts
C. ohridella est une mineuse à l’état larvaire. La chenille s’installe entre les deux épidermes de la feuille et se nourrit du parenchyme (le tissu de remplissage des feuilles). Sa présence est révélée par une tache rousse punctiforme qui s’allonge progressivement avec l’âge de la chenille jusqu’à mesurer entre 25 et 50 mm. La progression peut aller jusqu’à 2-3 mm par jour.
Ce sont les chenilles de 1er stade qui s’enfoncent dès l’éclosion dans les feuilles et minent une galerie de 1 à 2 mm de long. Les chenilles de 2e et 3e stades élargissent les mines qui prennent une forme circulaire. Les chenilles âgées (4e et 5e stades) allongent ensuite ces mines parallèlement aux nervures de la feuille.
Selon le degré d’infestation, les mines peuvent fusionner et recouvrir toute la surface des feuilles. Dans les cas extrêmes, plusieurs centaines de mines peuvent être observées sur une même feuille. Un phénomène de compétition intraspécifique pour l’espace et la nourriture dans les feuilles apparaît alors : c’est le plus important facteur de mortalité en cours de saison.
L’ensemble du houppier prend alors une couleur brune, et on observe la chute prématurée des feuilles dès le milieu de l’été. La nuisibilité de C. ohridella est avant tout esthétique. Une défoliation de 100 % en plein été limite l’ombre dans les parcs et jardins, et surtout provoque une inquiétude du public qui cherche des réponses auprès des instances locales.
Ainsi dépouillés de leurs feuilles, les arbres sont amputés d’une partie des réserves nutritives normalement accumulées durant la période végétative, et d’autant plus que l’infestation est précoce. Cette baisse de la photosynthèse a un impact direct sur les fruits et les graines. Pour les arbres les plus touchés, les marrons peuvent avoir un poids divisé par deux. C. ohridella semble toutefois affecter la qualité des fruits et des graines, mais pas leur quantité. La conductance foliaire et le potentiel hydrique sont également diminués dans les parties minées, mais inchangés dans les parties vertes autour des mines. De plus, l’arbre semble mettre en place un système de compensation en réponse à l’attaque. On a ainsi observé que les surfaces conductrices et les flux de sève sont augmentés pour permettre une meilleure efficience de l’alimentation des feuilles en eau et en nutriments. Les réserves en eau et la photosynthèse seraient donc suffisantes pour ne pas réduire la croissance de l’arbre.
Les marronniers à fleurs rouges (Aesculus x carnea) sont moins sensibles, mais peuvent également être touchés. Cependant, même si quelques adultes semblent pondre sur leurs feuilles, les taux d’éclosions et de chenilles viables semblent très faibles, car le développement des larves avorte à quelques exceptions près. Il peut également aller de façon opportuniste sur l’érable sycomore (Acer pseudoplatanus) ou l'érable de Norvège (Acer platanoides), quand ces arbres se trouvent à proximité de marronniers infectés.
Comme les infections de marronniers par des chancres bactériens à Pseudomonas syringae se sont développés en Europe peu après l'apparition des mineuses, on a pu croire que la mineuse était responsable de cette maladie. Si elle contribue peut-être à véhiculer la bactérie en cause, aucun indice scientifiquement étayé ne laisse penser qu'elle en soit le vecteur principal.

## Moyens de lutte
Des études portant sur le taux de mortalité naturelle des populations de la mineuse indiquent que le principal facteur limitant est représenté par la compétition intraspécifique entre chenilles pour l’accès à la nourriture. Mais ce taux reste assez faible, généralement inférieur à 50 %, même en 2e ou 3e génération.
Les moyens de lutte sont encore limités, ce sont :
- le ramassage et la destruction (broyage/compostage ou incinération éventuellement effectuée par une société spécialisée) des feuilles mortes ; première étape freinant efficacement les pullulations ;
- l'injection dans le tronc d'un insecticide systémique à base de benzoate d'émamectine (homologation en France depuis 2018). Cette technique permet une protection préventive de longue durée (au moins 3 ans) ;
- la pulvérisation de bactéries entomopathogènes (Bacillus thuringiensis var. kurstaki) ; ce traitement est à renouveler à chaque génération du ravageur ;
- la pulvérisation d'un insecticide à base de diflubenzuron, avec double action : ovicide par contact et larvicide par ingestion, à renouveler à chaque génération du ravageur ;
- l'utilisation de pièges à phéromones, visant à attirer et piéger les mâles afin que les femelles ne puissent plus être fécondées. Ils furent notamment testés à Lille[4] ou à Bordeaux, avec un succès mitigé (à Bordeaux, en 2008, les pièges ont permis une diminution moyenne de 45,4 % des attaques de feuilles de marronniers, limitant le phénomène de défoliation précoce des marronniers[5]). À l'été 2010, ces pièges sont en place à Lyon dans le Parc de la Tête d'Or et le Parc des Hauteurs [réf. souhaitée]. Ils se présentent généralement sous la forme de récipients transparents à ouverture abritée, suspendus le long d'un tronc à environ trois mètres de haut ;
- les moyens de lutte biologique contre ce ravageur sont à l'étude, via notamment le programme européen " Controcam " lancé en 2001, avec huit partenaires, des centres de recherche de France, d'Allemagne, de Tchéquie, de Suisse, d'Autriche, d'Italie et de Grèce ;
- les oiseaux, en particulier des mésanges (Mésange bleue (Cyanistes caeruleus), Mésange charbonnière (Parus major) et Mésange nonnette (Poecile palustris)) et une sauterelle (Meconema meridionale) semblent s'être localement adaptés à la nouvelle-venue et mangent certaines des chenilles, limitant ainsi la prolifération.